# Bertiera fimbriata
Bertiera fimbriata är en måreväxtart som beskrevs av Frank Nigel Hepper. Bertiera fimbriata ingår i släktet Bertiera och familjen måreväxter. Inga underarter finns listade i Catalogue of Life.